# Schwepnitz
Schwepnitz (alt sòrab: Sepicy) és un municipi alemany que pertany a l'estat de Saxònia. Es troba a 14 kilòmetres al nord-oest de Kamenz i a 30 kilòmetres al nord-est de Dresden.

## Districtes
- Bulleritz (Bólericy), 311 h.
- Cosel (Kózły), 168 h.
- Grüngräbchen (Zelena Hrabowka), 398 h.
- Schwepnitz (Sepicy), 1628 h.
- Zeisholz (Ćisow), 135 h.